# Водени медвед
Водени медведи или Тардигради (лат. Tardigrada) су мала група сићушних бескичмењака са целомом (миксоцел) које живе на копну, у слатким водама и јако мали број у морима. Величина тела се креће од неколико микрона до 1 мм. Тело им је црволико и здепасто, покривено кутикулом и издељено на 4 сегмента  и на сваком сегменту се налази по пар екстремитета. Сваки екстремитет се завршава канџицама. Кутикула се периодично одбацује (пресвлачење)  и замењује новом, што је праћено заменом канџица. Глава није јасно одвојена од трупа. Врло је честа партеногенеза иако су полови одвојени. Развиће је без метаморфозе и траје око две недеље. У неповољним условима живота улазе у стање анабиозе (полуосушени, са јако успореним метаболизмом), а по наступању повољних услова за свега неколико минута се враћају у активно стање. То их чини једним од најиздржљивијих организама који постоје. Такође могу да издрже и остале екстремне услове као што су температуре од апсолутне нуле до температура кључања и ови организми су скоро неуништиви. 2007. године је и научно доказано да су ово једине животиње које могу да преживе и у свемиру.
Тардигради су први пут откривени 1773. године, а име добијају три године касније од латинске речи тардиграда што значи спор ходач.